# Альтютте
Альтютте (нім. Althütte) — громада в Німеччині, знаходиться в землі Баден-Вюртемберг. Підпорядковується адміністративному округу Штутгарт. Входить до складу району Ремс-Мур.
Площа — 18,15 км2. Населення становить 4287 ос. (станом на 31 грудня 2020).